# 软件外包
软件外包就是企业为了专注核心竞争力业务和降低软件项目成本，将软件项目中的全部或部分工作外包给提供外包服务的企业完成的软件需求活动。
它是一种依托于信息技术的服务模式，是指客户（发包方）将软件项目中的部分工作转交给软件外包服务商（接包方）代工开发的一种行为，它具有降低成本、提高效率的作用，是工种细分和经济一体化的大势所趋。软件外包虽然还是一个朝阳产业，却已显示出巨大的市场潜力，目前全球最大的两个软件外包服务中心——印度和爱尔兰，其市场规模都在百亿美元以上，且增长势头依然强劲。软件外包，就如同一个呱呱坠地的初生婴儿一样吸引着全世界的目光。
软件业是一个高速变化、新技术层出不穷的行业，同时又是人力资源成本相对较高的行业。企业需要采用外包和采购形式来获取待开发产品的部件，最大限度地从社会分工合作、资源共享中获益。

## 形式
软件外包有两种形式：1、总包，2、分包。（这个总包、分包和建筑中的概念是不一样的，这里所指总包对整个软件项目的总包，不是将一家企业所有软件的开发全部承包）基于软件的特殊性，一个企业不会将一个软件项目分开分别发包给几个软件公司各自来开发，如果直接从发包的企业外包软件的话，应当可以总包的。
从软件外包的内容看，凡是被分包出去的，都是软件系统非核心的内容。核心内容和技术都被总包的大型软件开发商牢牢控制着。